# Muzsnay Magda
Muzsnay Magda (Szatmárnémeti, 1929. december 19. – Kolozsvár, 2004. szeptember 9.) romániai magyar rádióriporter, szerkesztő, a Kolozsvári Területi Rádióstúdió magyar szerkesztőségének alapító tagja. Testvérei Muzsnay Csaba, Muzsnay Árpád, férje Sós Árpád volt.

## Életútja, munkássága
Református családban született, atyja tisztviselő volt. Felsőfokú tanulmányokat a Bolyai Tudományegyetemen folytatott magyar nyelv és irodalom szakon. Diplomáját 1953-ban kapta kézhez. A Bukaresti Rádió magyar szerkesztőségében helyezkedett el, majd 1954–1985 közt a Kolozsvári Rádió művelődési osztályán működött. A Kolozsvári Rádió megszűntével, 1985-ben nyugdíjazták. Az 1989-es romániai forradalom után az újraindult Kolozsvári Rádió külső munkatársaként és szerkesztőjeként dolgozott, majd bekapcsolódott a budapesti Kossuth Rádió Határok nélkül című műsorába is, később Bukaresti Rádió magyar adásainak hétfői tudósításait készítette. A Kolozsvári Televízióban művelődési műsorok szerkesztését vállalta.
A Kolozsvári Rádió úgynevezett „aranytéka” hangszalagtárának nagyobbik része az ő munkásságát dicséri. Több ezer hangtekercse őrzi az erdélyi magyar kultúra nagyjainak hangját, 1979-ben jelent meg az Electrecord kiadásában Kós Károly hangját őrző Vallomások című lemez, majd a György Dénesről készült kislemez.

## Rádióműsoraiból
- Fókusz (színészportrék);
- Surrog a magnó (archív felvételekből való válogatás);
- Min nevettünk? (régi vidám műsorokból való válogatás);
- Versajándék.

## Televízió-műsoraiból
- Kovács Zoltán festőművész portréja (1992)
- Balázs Péter születésnapján (1994)
- A kopasz énekesnő sikere Angliában (1995)
- Lámpások a szórványban - A Fekete-Körös mentén (1996).